# کافاسه
کافاسه (به ایتالیایی: Cafasse) یک کومونه در ایتالیا است که در استان تورین واقع شده‌است.

## خصوصیات
کافاسه ۱۰٫۰ کیلومترمربع مساحت و ۳٬۴۹۵ نفر جمعیت دارد و ۴۰۸ متر بالاتر از سطح دریا واقع شده‌است.